# Eleição presidencial nos Estados Unidos em 1824
A eleição presidencial dos Estados Unidos em 1824 foi a décima eleição presidencial no país. John Quincy Adams foi eleito presidente em 09 de fevereiro de 1825, após a eleição ter sido decidida pela Casa dos Representantes, já que nenhum candidato obteve os votos necessários do Colégio Eleitoral para vencer. O ano anterior tinha sido o de um governo de único partido, pois o Partido Federalista tinha se dissolvido, deixando apenas o Partido Democrata-Republicano como uma entidade política nacional. Nesta eleição, o Democrata-Republicano teve quatro candidatos para a presidência. Este processo ainda não levam a organização partidária formal, mas mais tarde, a facção liderada por Andrew Jackson iria evoluir para o Partido Democrata, enquanto as facções liderado por John Quincy Adams e Henry Clay passaria a ser o Partido Nacional Republicano e em seguida o Partido Whig.
A eleição presidencial de 1824 foi um controverso notável por ser a única eleição, desde a passagem da décima segunda emenda, decidida pela Câmara dos Representantes, de acordo com a sua prestação de escolha do presidente da Casa, quando nenhum dos candidatos assegura uma maioria dos votos eleitorais. Foi também a única eleição presidencial em que o candidato que recebeu mais votos eleitorais não se tornou presidente.

## Campanha
Na campanha eleitoral concorreram à presidência:
- O General Andrew Jackson, nascido entre Carolina do Norte e Carolina do Sul, mas que fez carreira no Tennessee, foi herói da Guerra de 1812, e ex-membro da Câmara de Representantes dos Estados Unidos, e senador pelo Estado do Tennessee.
- John Quincy Adams, do Massachusetts, filho do segundo presidente do país, John Adams, anterior membro do Partido Federalista, e antigo embaixador dos Estados Unidos no Império Russo.
- William H. Crawford, nascido na Virgínia, anterior embaixador dos Estados Unidos em França, antigo senador pelo estado da Geórgia, secretário de guerra, e ministro das finanças.
- Henry Clay, nascido na Virgínia, o "Grande compromissário", e porta-voz da Câmara de Representantes dos Estados Unidos.

## Processo eleitoral
Os eleitores gerais elegem outros "eleitores" que formam o Colégio Eleitoral. A quantidade de "eleitores" por estado varia de acordo com a quantidade populacional do estado. Em quase todos os estados, o vencedor do voto popular leva todos os votos do Colégio Eleitoral.

## Resultados
| Candidato presidencial                                                | Candidato presidencial                                                | Partido                                                               | Estado de origem                                                      | Voto popular(a)                                                       | Voto popular(a)                                                       | Colégio Eleitoral |
| Candidato presidencial                                                | Candidato presidencial                                                | Partido                                                               | Estado de origem                                                      | Votos                                                                 | Porcentagem                                                           | Colégio Eleitoral |
| --------------------------------------------------------------------- | --------------------------------------------------------------------- | --------------------------------------------------------------------- | --------------------------------------------------------------------- | --------------------------------------------------------------------- | --------------------------------------------------------------------- | ----------------- |
|                                                                       | Andrew Jackson(b)                                                     | Democrata-Republicano                                                 | Tennessee                                                             | 151,309                                                               | 40,25%                                                                | 99                |
|                                                                       | John Quincy Adams(c)                                                  | Democrata-Republicano                                                 | Massachusetts                                                         | 122 440                                                               | 32,74%                                                                | 84                |
|                                                                       | William H. Crawford(d)                                                | Democrata-Republicano                                                 | Virgínia                                                              | 41 222                                                                | 11,02%                                                                | 41                |
|                                                                       | Henry Clay(e)                                                         | Democrata-Republicano                                                 | Virgínia                                                              | 48 606                                                                | 13%                                                                   | 37                |
|                                                                       | Nenhum                                                                | Nenhum                                                                | Nenhum                                                                | 10 449                                                                | 2,79%                                                                 | 0                 |
| Total                                                                 | Total                                                                 | Total                                                                 | Total                                                                 | 374 026                                                               | 100%                                                                  | 261               |
| Votos mínimos que se são necessários do Colégio Eleitoral para vencer | Votos mínimos que se são necessários do Colégio Eleitoral para vencer | Votos mínimos que se são necessários do Colégio Eleitoral para vencer | Votos mínimos que se são necessários do Colégio Eleitoral para vencer | Votos mínimos que se são necessários do Colégio Eleitoral para vencer | Votos mínimos que se são necessários do Colégio Eleitoral para vencer | 131               |

Fonte - Voto popular: Colégio Eleitoral:
(a)O voto popular exclui os estados Delaware, Geórgia, Louisiana, Nova Iorque, Carolina do Sul e Vermont. Em todos esses estados, os eleitores foram escolhidos pelos legislativos estaduais e não por voto popular.

(b)Jackson foi indicado pela Assembléia Legislativa do Tennessee e pelo Partido Democrata da Pensilvânia. (As palavras "Democrática" e "republicano" eram intercambiáveis neste momento.)

(c)Adams foi indicado pela Assembléia Legislativa de Massachusetts.

(d)Crawford foi indicado por uma bancada de 66 congressistas que se chamou a "membros democratas do Congresso".

(e)Clay foi indicado pela Assembléia Legislativa de Kentucky.

| Candidato vice-presidencial                                           | Partido                                                               | Estado de origem                                                      | Colégio Eleitoral |
| --------------------------------------------------------------------- | --------------------------------------------------------------------- | --------------------------------------------------------------------- | ----------------- |
| John C. Calhoun                                                       | Democrata-Republicano                                                 | Carolina do Sul                                                       | 182               |
| Nathan Sanford                                                        | Democrata-Republicano                                                 | Nova Iorque                                                           | 30                |
| Nathaniel Macon                                                       | Democrata-Republicano                                                 | Carolina do Norte                                                     | 24                |
| Andrew Jackson                                                        | Democrata-Republicano                                                 | Tennessee                                                             | 13                |
| Martin Van Buren                                                      | Democrata-Republicano                                                 | Nova Iorque                                                           | 9                 |
| Henry Clay                                                            | Democrata-Republicano                                                 | Virgínia                                                              | 2                 |
| Total                                                                 | Total                                                                 | Total                                                                 | 260               |
| Votos minímos que se são necessários do Colégio Eleitoral para vencer | Votos minímos que se são necessários do Colégio Eleitoral para vencer | Votos minímos que se são necessários do Colégio Eleitoral para vencer | 131               |

Fonte:

## Eleição de 1825

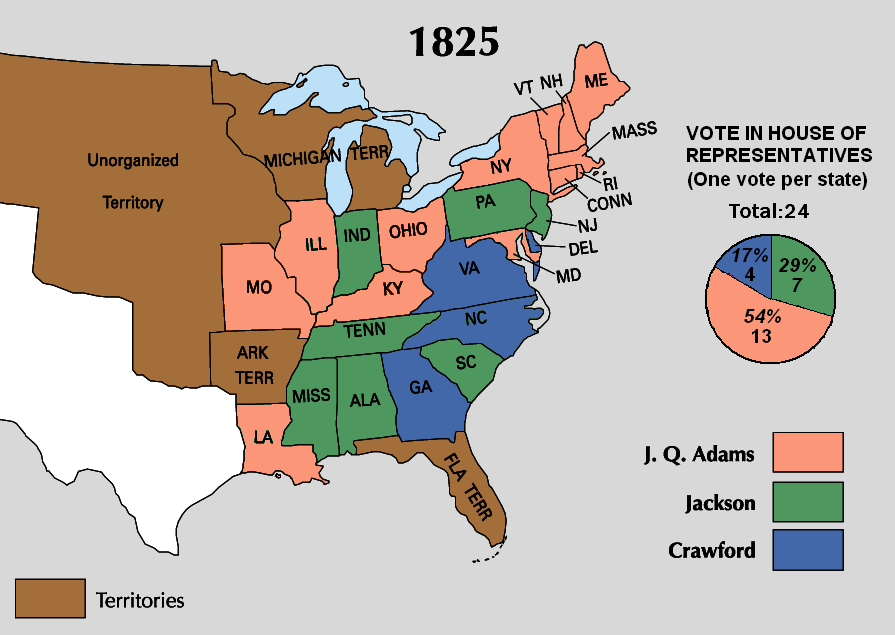
Votos por estado na Câmara de Representantes.

A eleição presidencial foi colocada nas mãos da Casa dos Representantes, e segundo a décima-segunda emenda, só os três candidatos com mais votos seriam candidatos à presidência, neste caso Andrew Jackson, John Quincy Adams e William H. Crawford. Deste modo, Henry Clay, que detestava Jackson, ficou fora da corrida. Clay disse de Jackson: "Não posso crer que matar 2500 ingleses em Nova Orleães o qualifique para os seus diversos, difíceis e complicados deveres".
Por outro lado, o sistema de Clay estava mais próximo do de Adams, em relação a impostos e questões internas, que ao de Jackson ou Crawford, e Henry Clay ajudou Adams, que tinha muito mais votos que ele. Em 9 de fevereiro de 1825, John Quincy Adams foi eleito presidente. 
A vitória de Adams implicou um aviso para Jackson, que contava, como vencedor de uma pluralidade do voto popular e dos votos eleitorais, com a sua eleição como presidente. Quando Adams designou Clay como Secretário de Estado, e praticamente herdeiro da presidência (Adams e os seus três antecessores tinham servido como Secretários de Estado), Jackson e os seus seguidores acusaram Adams e Clay de um acordo corrupto. A campanha de Jackson, durante os quatro anos seguintes, conduzi-lo-ia à vitória nas eleições de 1828.

### Resultados por estado na Casa do Representantes
|                   | Vencedor | Votos de Adams | Votos de Jackson | Votos de Crawford |
| ----------------- | -------- | -------------- | ---------------- | ----------------- |
| Maine             | Adams    | 7              | 0                | 0                 |
| Nova Hampshire    | Adams    | 6              | 0                | 0                 |
| Vermont           | Adams    | 5              | 0                | 0                 |
| Massachusetts     | Adams    | 12             | 1                | 0                 |
| Rhode Island      | Adams    | 2              | 0                | 0                 |
| Connecticut       | Adams    | 6              | 0                | 0                 |
| Nova Iorque       | Adams    | 18             | 2                | 14                |
| Nova Jersey       | Jackson  | 1              | 5                | 0                 |
| Pensilvânia       | Jackson  | 1              | 25               | 0                 |
| Delaware          | Crawford | 0              | 0                | 1                 |
| Maryland          | Adams    | 5              | 3                | 1                 |
| Virgínia          | Crawford | 1              | 1                | 19                |
| Carolina do Norte | Crawford | 1              | 2                | 10                |
| Carolina do Sul   | Jackson  | 0              | 9                | 0                 |
| Geórgia           | Crawford | 0              | 0                | 7                 |
| Alabama           | Jackson  | 0              | 3                | 0                 |
| Mississippi       | Jackson  | 0              | 1                | 0                 |
| Louisiana         | Adams    | 2              | 1                | 0                 |
| Kentucky          | Adams    | 8              | 4                | 0                 |
| Tennessee         | Jackson  | 0              | 9                | 0                 |
| Missouri          | Adams    | 1              | 0                | 0                 |
| Ohio              | Adams    | 10             | 2                | 2                 |
| Indiana           | Jackson  | 0              | 3                | 0                 |
| Illinois          | Adams    | 1              | 0                | 0                 |
| Total             | Adams    | 87 (41%)       | 71 (33%)         | 54 (25%)          |
| Votos por estado  | Adams    | 13 (54%)       | 7 (29%)          | 4 (17%)           |

## Seleção dos "eleitores" do Colégio Eleitoral
| Métodos de escolha dos "eleitores" do Colégio Eleitoral                                                                           | Estado (s) |
| --- | --- |
| Cada "eleitor" é nomeado pelo legislativo estadual.                                                                               | Alabama, Connecticut, Indiana, Massachusetts, Mississipi, Nova Hampshire, Nova Jersey, Carolina do Norte, Ohio, Pensilvânia, Rhode Island, Virgínia. |
| Cada "eleitor" é escolhido pelos eleitores em todo o estado.                                                                      | Delaware, Geórgia, Louisiana, Nova Iorque, Carolina do Sul, Vermont.                                                                                 |
| O estado é dividido em distritos eleitorais, os eleitores de cada distrito escolhem um "eleitor".                                 | Illinois, Kentucky, Maryland, Missouri, Tennessee.                                                                                                   |
| Dois eleitores são escolhidos pelos eleitores em todo o estado; Um eleitor é escolhido por distrito, pelos eleitores do distrito. | Maine. |